# Поляков, Иван Алексеевич
Иван Алексеевич Поляков (10 августа 1886, Новочеркасск, Область Войска Донского, Российская империя — 16 апреля 1969, Нью-Йорк, США) — русский военачальник, генерал-майор Генштаба, атаман Всевеликого Войска Донского за Рубежом (1947-1965).

## Биография
Родился 10 августа 1886 года в Новочеркасске Области Войска Донского. Православный. Казак станицы Ново-Николаевской Таганрогского округа Войска Донского.
Окончил Донской кадетский корпус, Николаевское инженерное училище и два класса Императорской военной академии.
Из Николаевского училища был выпущен подпоручиком (15.06.1908) во 2-й Кавказский саперный батальон. Позже служил в 12-м саперном батальоне, поручик (24.03.1910). По окончании академии приказом по генштабу № 2 за 1914 год — прикомандирован для испытания к штабу Петербургского военного округа.
Во время Первой мировой войны был причислен к Генеральному штабу, штабс-капитан (24.03.1914). С апреля 1915 года — помощник старшего адъютанта оперативного отделения генерал-квартирмейстера 9-й армии. Подполковник (15.08.1917).
В конце 1917 года прибыл на Дон, но не успел присоединиться к отряду походного атамана генерала П. Х. Попова, выступившему в Степной поход 12 февраля 1918 года. Скрывался в Новочеркасске, а затем в станице Заплавской. Участвовал в Общедонском восстании.
9 апреля 1918 года прибыл к Походному атаману в составе делегации от станицы Заплавской и был назначен начальником штаба Южной группы полковника Денисова. С назначением в мае 1918 года полковника Денисова командующим Донской армией — Поляков был назначен генералом Красновым начальником штаба Донской армии с производством в полковники.
В июле 1918 года Поляков был произведен Донским атаманом в генерал-майоры за заслуги в организации Донской армии и успешные операции по очищению Области Войска Донского от большевиков.
В январе 1919 года вместе с генералом Денисовым принимал участие в совещании штабов Добровольческой и Донской армий и резко выступал против передачи единого командования обеими армиями генералу Деникину. 2 февраля 1919 года сдал должность начальника штаба командующего Донской армией, так как Большой Войсковой Круг выразил недоверие командованию Донской армии. Безуспешно пытался перейти в армию адмирала Колчака.
Выехал в Константинополь, а затем переехал в Королевство СХС. Служил в городском управлении города Загреба.
Во время Второй мировой войны переехал в Германию. В связи со смертью Донского атамана генерал-лейтенанта графа Граббе — в июле 1942 года по настоянию генерала Краснова — должность атамана Всевеликого Войска Донского за Рубежом была передана без выборов генерал-лейтенанту Г. В. Татаркину. Перед своей смертью 12 ноября 1947 года генерал Татаркин назначил своим преемником генерала И. А. Полякова, который и приступил к исполнению должности атамана Всевеликого Войска Донского за Рубежом. Однако большая часть казаков считала своим атаманом (до его кончины в 1960 году) Походного атамана генерала от кавалерии П. X. Попова. Тогда же Донской Войсковой совет провел ограниченные выборы, в результате которых атаманом Всевеликого Войска Донского за Рубежом стал генерал И. А. Поляков.
В США с 1952 года. 14 февраля 1961 года в Нью-Йорке состоялось торжественное собрание, на котором старейший казак — генерал-лейтенант Ф. Ф. Абрамов — передал генералу Полякову эмблему атаманской власти — пернач.
И. В. Поляков скончался 16 апреля 1969 года в Нью-Йорке. Похоронен на Свято-Владимирском кладбище в Нью-Джерси.

## Награды
- Награждён орденами Св. Станислава 3-й степени (02.03.1911) и Св. Анны 3-й степени (08.05.1914).

## Сочинения
И. А. Поляков автор книг:
- «Краснов-Власов. Воспоминания» (1959)[2].
- «Донские казаки в борьбе с большевиками» (Мюнхен, 1962).

## Интересный факт
- И. А. Поляков, который не был участником Второй мировой войны, был непрерывно в контакте с генералами П. Н. Красновым и А. А. Власовым (в период с начала декабря 1944 года до марта 1945 года). Поляков пользовался их доверием и был в курсе всего, что касалось непростых отношений между Красновым и Власовым.